# فهرست مربیان باشگاه فوتبال پرسپولیس

فهرست مربیان باشگاه فوتبال پرسپولیس شامل ۳۶ نفر در ۴۶ دورهٔ زمانی از سال ۱۳۴۲ تا امروز می‌شود که هدایت باشگاه فوتبال پرسپولیس را بر عهده داشته‌اند که از این ۳۶ نفر، ۱۸ نفر ایرانی (یک نفر ایرانی-آمریکایی) و ۱۸ نفر خارجی بوده‌اند (در این فهرست فقط آمار مربیانی که حداقل ۵ بار بر روی نیمکت پرسپولیس نشسته‌اند، لحاظ شده است).
موفق‌ترین سرمربی پرسپولیس از آغاز بنیان‌گذاری تا امروز، علی پروین بوده است. پروین در دوران ۱۸ سالهٔ مربیگری خود ۳ قهرمانی لیگ، ۳ قهرمانی جام حذفی، ۶ قهرمانی جام باشگاه‌های تهران، ۲ قهرمانی جام حذفی تهران و یک جام برندگان جام آسیا به دست آورده است. علی پروین رکورددار بیشترین مدت و بیشترین تعداد دفعات مربیگری نیز هست. او در ۳ دورهٔ زمانی مختلف از ۲۳ بهمن ۱۳۶۰ (نخستین روز مربیگری) تا ۲۳ بهمن ۱۳۸۴ (آخرین روز مربیگری) جمعاً ۱۸ سال و در ۴۶۷ بازی مربی پرسپولیس بوده است.

## فهرست

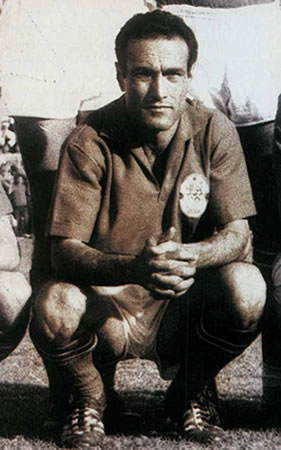
پرویز دهداری نخستین مربی که پرسپولیس را به قهرمانی رساند.

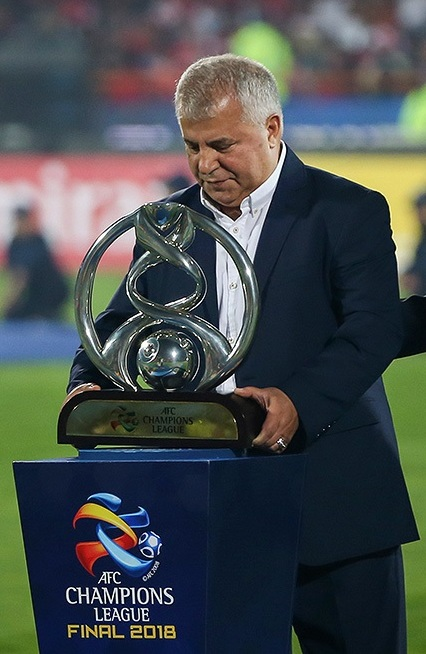
علی پروین با بیشترین آمار نشستن روی نیمکت پرسپولیس و بردن بیشترین جام‌ها پرافتخارترین مربی ایرانی تاریخ این باشگاه به‌شمار می‌رود.

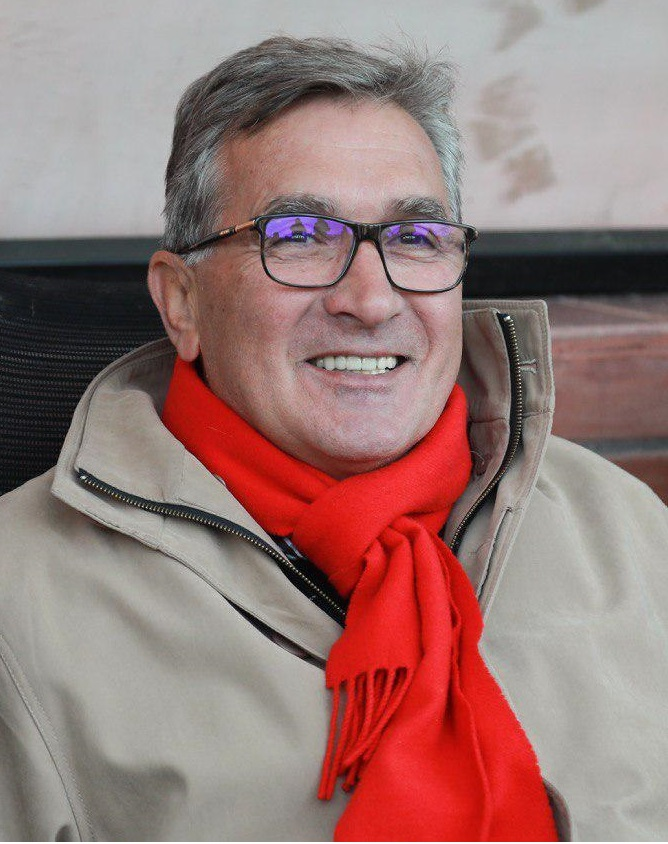
برانکو ایوانکوویچ، از باثبات‌ترین سرمربی‌های تاریخ پرسپولیس با بیش از سه فصل حضور در این تیم و کسب بیشترین جام، پرافتخارترین مربی خارجی پرسپولیس بوده است.

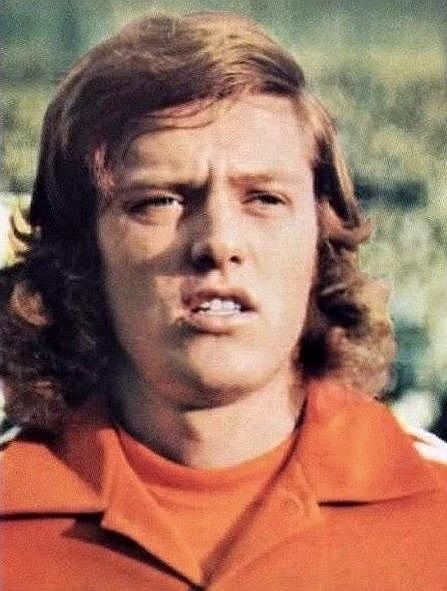
آری هان از نامدارترین مربیان پرسپولیس

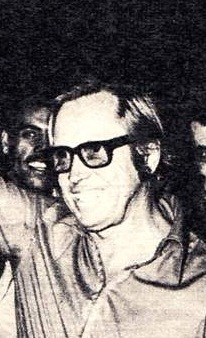
آلن راجرز نخستین مربی خارجی پرسپولیس

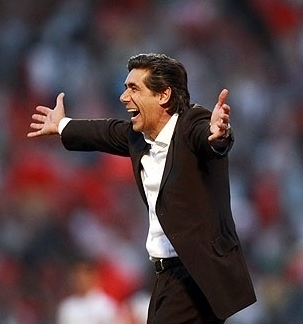
افشین قطبی توانست در اولین سال حضورش در فوتبال ایران، پرسپولیس را به مقام قهرمانی لیگ برتر فوتبال ایران برساند.

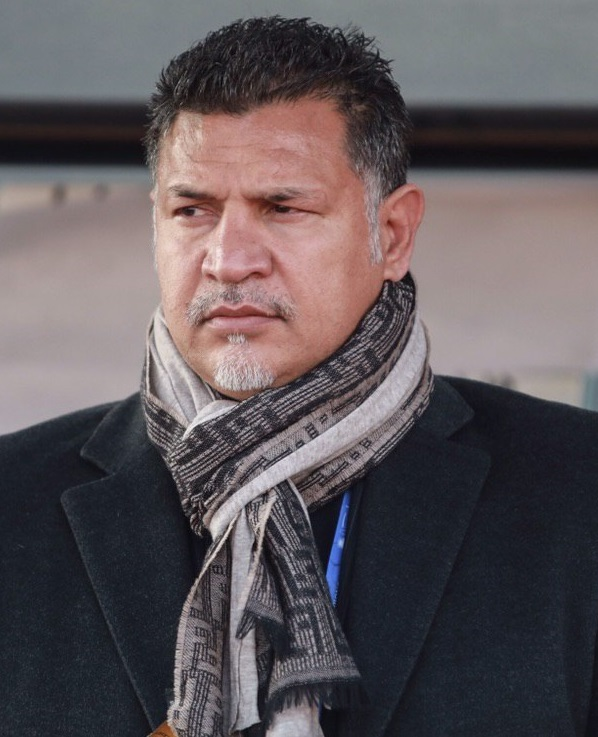
علی دایی، در دومین فصل حضورش در پرسپولیس، برای دومین بار پیاپی قهرمانی جام حذفی را به‌دست‌آورد

| دوره   | نام                | کشور         | دوران مربیگری    | دوران مربیگری    | جام‌ها                                                                                    | توضیحات                                                 |
| دوره   | نام                | کشور         | از               | تا               | جام‌ها                                                                                    | توضیحات                                                 |
| ------ | ------------------ | ------------ | ---------------- | ---------------- | ---------------------------------------------------------------------------------------- | ------------------------------------------------------- |
| ۱      | رجبعلی فرامرزی     | ایران        | ۱۳۴۲             | ۱۳۴۶             |                                                                                          | [ پانویس ۱ ] [ ۲ ]                                      |
| ۲      | پرویز دهداری       | ایران        | ۱۶ فروردین ۱۳۴۷  | ۳۱ مرداد ۱۳۴۸    | مسابقات انتخابی آسیا: ۱۳۴۷                                                               | [ پانویس ۲ ]                                            |
| ۳      | رجبعلی فرامرزی     | ایران        | ۱ دی ۱۳۴۸        | ۱۴ اسفند ۱۳۴۸    |                                                                                          | [ پانویس ۳ ]                                            |
| ۴      | حسین فکری          | ایران        | ۲۶ تیر ۱۳۴۹      | ۱۹ دی ۱۳۵۰       |                                                                                          | [ ۳ ]                                                   |
| ۵      | آلن راجرز          | انگلستان     | ۴ آذر ۱۳۵۰       | ۲۷ آذر ۱۳۵۳      | جام منطقه‌ای: ۱۳۵۰ جام تخت جمشید: ۱۳۵۲                                                    | نخستین مربی خارجی پرسپولیس                              |
| ۶      | همایون بهزادی      | ایران        | ۱۵ اسفند ۱۳۵۳    | ۱۹ اردیبهشت ۱۳۵۴ |                                                                                          |                                                         |
| ۷      | بیوک وطنخواه       | ایران        | ۲۶ اردیبهشت ۱۳۵۴ | ۲۷ اسفند ۱۳۵۴    | جام تخت جمشید: ۱۳۵۴                                                                      | [ پانویس ۴ ] [ ۵ ]                                      |
| ۸      | ایوان کونوف        | شوروی        | ۵ فروردین ۱۳۵۵   | ۱۲ اسفند ۱۳۵۵    |                                                                                          | اخراج شده                                               |
| ۹      | منصور امیرآصفی     | ایران        | ۲۰ اسفند ۱۳۵۵    | ۲۳ اردیبهشت ۱۳۵۶ |                                                                                          | مستعفی                                                  |
| ۱۰     | پرویز قلیچ‌خانی     | ایران        | ۳۰ اردیبهشت ۱۳۵۶ | ۸ خرداد ۱۳۵۶     |                                                                                          | [ پانویس ۵ ]                                            |
| ۱۱     | محراب شاهرخی       | ایران        | ۹ تیر ۱۳۵۶       | ۱۸ بهمن ۱۳۶۰     | جام اسپندی: ۱۳۵۸                                                                         | نخستین مربی پس از انقلاب                                |
| ۱۲     | علی پروین          | ایران        | ۲۳ بهمن ۱۳۶۰     | ۱۸ دی ۱۳۶۶       | جام باشگاه‌های تهران: ۱۳۶۱، ۱۳۶۵، ۱۳۶۶، ۱۳۶۷ جام حذفی تهران: ۱۳۶۱، ۱۳۶۶ جام حذفی: ۱۳۶۶−۶۷ | پرافتخارترین و درازمدت‌ترین مربی                         |
| ۱۳     | مسعود معینی        | ایران        | ۱۳ خرداد ۱۳۶۷    | ۲۸ خرداد ۱۳۶۷    |                                                                                          | [ پانویس ۶ ]                                            |
| ۱۴     | علی پروین          | ایران        | ۱۰ تیر ۱۳۶۷      | ۱۳۷۲             | جام باشگاه‌های تهران: ۱۳۶۸، ۱۳۶۹ جام برندگان جام آسیا: ۹۱–۱۹۹۰ جام حذفی: ۱۳۷۰−۷۱          |                                                         |
| ۱۵     | محمود خوردبین      | ایران        | ۱۴ آبان ۱۳۷۲     | ۲۵ آبان ۱۳۷۲     |                                                                                          | [ ۹ ]                                                   |
| ۱۶     | محمد پنجعلی        | ایران        | ۵ آذر ۱۳۷۲       | ۲۱ بهمن ۱۳۷۲     |                                                                                          | [ پانویس ۷ ]                                            |
| ۱۷     | ولادیسلاو بگوویچ   | کرواسی       | ۲۰ خرداد ۱۳۷۳    | ۹ تیر ۱۳۷۳       |                                                                                          |                                                         |
| ۱۸     | حمید درخشان        | ایران        | ۱۷ تیر ۱۳۷۳      | ۳۰ دی ۱۳۷۳       |                                                                                          |                                                         |
| ۱۹     | هانس یورگن گده     | آلمان        | ۲۹ اردیبهشت ۱۳۷۴ | مرداد ۱۳۷۴       |                                                                                          | اخراج شده                                               |
| ۲۰     | استانکو پوکله‌پوویچ | کرواسی       | ۷ مهر ۱۳۷۴       | ۱۴ اردیبهشت ۱۳۷۶ | لیگ آزادگان: ۱۳۷۴لیگ آزادگان: ۱۳۷۵                                                       |                                                         |
| ۲۱     | حمید درخشان        | ایران        | ۱ تیر ۱۳۷۶       | ۴ دی ۱۳۷۶        |                                                                                          |                                                         |
| ۲۲     | ایوان متکوویچ      | کرواسی       | ۸ دی ۱۳۷۶        | ۵ مهر ۱۳۷۷       |                                                                                          | اخراج شده                                               |
| ۲۳     | علی پروین          | ایران        | ۵ مهر ۱۳۷۷       | ۱ تیر ۱۳۸۲       | لیگ آزادگان: ۷۸–۱۳۷۷ ۷۹–۱۳۷۸ لیگ برتر: ۸۱–۱۳۸۰ جام حذفی: ۱۳۷۷−۷۸                         | نخستین مربی قهرمان لیگ برتر                             |
| ۲۴     | وینگو بگوویچ       | کرواسی       | ۷ شهریور ۱۳۸۲    | ۱۳۸۳             |                                                                                          |                                                         |
| ۲۵     | راینر زوبل         | آلمان        | ۲۴ شهریور ۱۳۸۳   | ۳۰ خرداد ۱۳۸۴    |                                                                                          |                                                         |
| ۲۶     | علی پروین          | ایران        | ۵ تیر ۱۳۸۴       | ۲۳ بهمن ۱۳۸۴     |                                                                                          | مستعفی                                                  |
| ۲۷     | آری هان            | هلند         | ۲۷ بهمن ۱۳۸۴     | ۱۷ اردیبهشت ۱۳۸۵ |                                                                                          | اخراج شده /                                             |
| ۲۸     | مصطفی دنیزلی       | ترکیه        | ۱۸ شهریور ۱۳۸۵   | ۱۱ خرداد ۱۳۸۶    |                                                                                          |                                                         |
| ۲۹     | افشین قطبی         | ایران آمریکا | ۲۵ مرداد ۱۳۸۶    | ۳۰ آبان ۱۳۸۷     | لیگ برتر: ۸۷–۱۳۸۶                                                                        | مستعفی                                                  |
| ۳۰     | افشین پیروانی      | ایران        | ۱ آذر ۱۳۸۷       | ۱۸ بهمن ۱۳۸۷     |                                                                                          |                                                         |
| ۳۱     | نلو وینگادا        | پرتغال       | ۲۱ بهمن ۱۳۸۷     | ۶ خرداد ۱۳۸۸     |                                                                                          | مستعفی                                                  |
| ۳۲     | زلاتکو کرانچار     | کرواسی       | ۳۰ تیر ۱۳۸۸      | ۹ دی ۱۳۸۸        |                                                                                          | توافق فسخ قرارداد                                       |
| ۳۳     | علی دایی           | ایران        | ۹ دی ۱۳۸۸        | ۲۰ خرداد ۱۳۹۰    | جام حذفی: ۱۳۸۸−۸۹ ۱۳۸۹−۹۰                                                                |                                                         |
| ۳۴     | حمید استیلی        | ایران        | ۱ تیر ۱۳۹۰       | ۱۸ آذر ۱۳۹۰      |                                                                                          | مستعفی                                                  |
| ۳۵     | مصطفی دنیزلی       | ترکیه        | ۳ دی ۱۳۹۰        | ۳ تیر ۱۳۹۱       |                                                                                          | مستعفی                                                  |
| ۳۶     | مانوئل ژوزه        | پرتغال       | ۱۳ تیر ۱۳۹۱      | ۲۰ آذر ۱۳۹۱      |                                                                                          | اخراج شده                                               |
| ۳۷     | یحیی گل محمدی      | ایران        | ۲۰ آذر ۱۳۹۱      | ۱۸ اردیبهشت ۱۳۹۲ |                                                                                          | مستعفی                                                  |
| ۳۸     | علی دایی           | ایران        | ۳۰ اردیبهشت ۱۳۹۲ | ۱۹ شهریور ۱۳۹۳   |                                                                                          | اخراج شده                                               |
| ۳۹     | حمید درخشان        | ایران        | ۱۹ شهریور ۱۳۹۳   | ۱۶ فروردین ۱۳۹۴  |                                                                                          | مستعفی                                                  |
| ۴۰     | برانکو ایوانکوویچ  | کرواسی       | ۱۷ فروردین ۱۳۹۴  | ۲۶ خرداد ۱۳۹۸    | لیگ برتر: ۹۶–۱۳۹۵ ۹۷–۱۳۹۶ ۹۸–۱۳۹۷ جام حذفی: ۹۸–۱۳۹۷ سوپر جام: ۱۳۹۶ ۱۳۹۷ ۱۳۹۸             | پرافتخارترین مربی خارجی و محبوب‌ترین مربی تاریخ پرسپولیس |
| ۴۱     | گابریل کالدرون     | آرژانتین     | ۱۱ تیر ۱۳۹۸      | ۲۲ دی ۱۳۹۸       |                                                                                          | نخستین مربی خارجی غیر اروپایی پرسپولیس                  |
| ۴۲     | یحیی گل‌محمدی       | ایران        | ۲۳ دی ۱۳۹۸       | ۱۱ دی ۱۴۰۲       | لیگ برتر: ۹۹–۱۳۹۸ ۱۴۰۰–۱۳۹۹ ۰۲–۱۴۰۱ جام حذفی : ۰۲–۱۴۰۱ سوپر جام : ۱۳۹۹ ۱۴۰۲              | مستعفی                                                  |
| ۴۳     | اوسمار ویرا        | برزیل        | ۷ بهمن ۱۴۰۲      | ۲۳ خرداد ۱۴۰۳    | لیگ برتر: ۰۳–۱۴۰۲                                                                        |                                                         |
| ۴۴     | خوان کارلوس گاریدو | اسپانیا      | ۵ تیر ۱۴۰۳       | ۲ دی ۱۴۰۳        |                                                                                          | اخراج شده                                               |
| _      | کریم باقری         | ایران        | ۳ دی ۱۴۰۳        | ۵ بهمن ۱۴۰۳      |                                                                                          | موقت                                                    |
| ۴۵     | اسماعیل کارتال     | ترکیه        | ۵ بهمن ۱۴۰۳      | ۲۸ خرداد ۱۴۰۴    |                                                                                          | دومین مربی ترک تبار پرسپولیس                            |
| ۴۶     | وحید هاشمیان       | ایران        | ۱۳ تیر ۱۴۰۴      |                  |                                                                                          |                                                         |
| یادکرد | یادکرد             | یادکرد       | یادکرد           | یادکرد           | یادکرد                                                                                   | [ ۱۹ ]                                                  |

## آمار

### آمار کلی
جدول زیر آمار تمامی کسانی را که حداقل یک بار مربیگری کرده‌اند، دربردارد.
- به‌روز رسانی: ۲۷ مرداد ۱۴۰۴

| #  | نام                 | کشور                        | بازی | برد | مساوی | باخت | گل‌زده | گل‌خورده | برد٪ |
| -- | ------------------- | --------------------------- | ---- | --- | ----- | ---- | ----- | ------- | ---- |
| ۱  | علی پروین           | ایران                       | ۴۶۷  | ۲۹۱ | ۱۲۸   | ۴۸   | ۸۳۴   | ۳۰۴     | ۶۲٫۳ |
| ۲  | یحیی گل‌محمدی        | ایران                       | ۱۷۹  | ۱۰۷ | ۵۱    | ۲۱   | ۲۸۱   | ۱۱۹     | ۵۹٫۸ |
| ۳  | برانکو ایوانکوویچ   | کرواسی                      | ۱۷۵  | ۹۹  | ۴۶    | ۳۰   | ۲۴۹   | ۱۲۶     | ۵۶٫۶ |
| ۴  | علی دایی            | ایران                       | ۱۰۴  | ۵۴  | ۲۵    | ۲۵   | ۱۴۳   | ۹۵      | ۵۱٫۹ |
| ۵  | آلن راجرز†          | انگلستان                    | ۹۶   | ۵۶  | ۱۱    | ۲۹   | ۱۷۵   | ۶۳      | ۵۸٫۳ |
| ۶  | محراب شاهرخی†       | ایران                       | ۹۰   | ۵۴  | ۸     | ۲۸   | ۱۷۴   | ۷۱      | ۶۰   |
| ۷  | حمید درخشان         | ایران                       | ۶۲   | ۲۵  | ۱۷    | ۲۰   | ۱۲۹   | ۹۰      | ۴۰٫۳ |
| ۸  | مصطفی دنیزلی        | ترکیه                       | ۵۶   | ۲۲  | ۲۱    | ۱۳   | ۱۲۹   | ۶۸      | ۳۹٫۳ |
| ۹  | استانکو پوکله‌پوویچ† | کرواسی                      | ۵۴   | ۳۱  | ۸     | ۱۵   | ۸۲    | ۳۸      | ۵۷٫۴ |
| ۱۰ | افشین قطبی          | ایران · ایالات متحده آمریکا | ۵۱   | ۲۶  | ۱۵    | ۱۰   | ۸۸    | ۶۱      | ۵۱   |
| ۱۱ | حسین فکری†          | ایران                       | ۴۵   | ۲۵  | ۹     | ۱۱   | ۱۰۴   | ۳۹      | ۵۵٫۶ |
| ۱۲ | راینر زوبل          | آلمان                       | ۳۱   | ۱۶  | ۷     | ۸    | ۴۳    | ۲۸      | ۵۱٫۶ |
| ۱۳ | ایوان کونوف†        | اتحاد جماهیر شوروی          | ۳۰   | ۱۱  | ۴     | ۱۵   | ۳۳    | ۲۷      | ۳۶٫۷ |
| ۱۴ | وینکو بگوویچ        | کرواسی                      | ۲۸   | ۱۰  | ۹     | ۹    | ۴۴    | ۳۲      | ۳۵٫۷ |
| ۱۵ | بیوک وطنخواه        | ایران                       | ۲۷   | ۱۲  | ۲     | ۱۳   | ۲۵    | ۱۰      | ۴۴٫۴ |
| ۱۶ | پرویز دهداری†       | ایران                       | ۲۵   | ۱۵  | ۴     | ۶    | ۵۰    | ۲۰      | ۶۰   |
| ۱۷ | هانس یورگن گده      | آلمان                       | ۲۲   | ۶   | ۱۰    | ۶    | ۲۱    | ۲۰      | ۲۷٫۳ |
| ۱۸ | زلاتکو کرانچار†     | کرواسی                      | ۲۱   | ۸   | ۹     | ۴    | ۳۱    | ۲۴      | ۳۸٫۱ |
| ۱۹ | کارلوس گاریدو       | اسپانیا                     | ۲۰   | ۹   | ۵     | ۶    | ۲۳    | ۱۶      | ۴۵   |
| ۲۰ | گابریل کالدرون      | آرژانتین                    | ۱۹   | ۱۴  | ۱     | ۴    | ۲۴    | ۷       | ۷۳٫۷ |
| ۲۱ | حمید استیلی         | ایران                       | ۱۸   | ۷   | ۵     | ۶    | ۲۳    | ۲۳      | ۳۸٫۹ |
| ۲۲ | اوسمار ویرا         | برزیل                       | ۱۷   | ۱۳  | ۳     | ۱    | ۳۳    | ۱۲      | ۷۶٫۵ |
| ۲۳ | نلو وینگادا         | پرتغال                      | ۱۷   | ۸   | ۴     | ۵    | ۱۹    | ۱۹      | ۴۷٫۱ |
| ۲۴ | مانوئل ژوزه         | پرتغال                      | ۱۷   | ۵   | ۶     | ۶    | ۲۰    | ۱۷      | ۲۹٫۴ |
| ۲۵ | اسماعیل کارتال      | ترکیه                       | ۱۶   | ۸   | ۴     | ۴    | ۲۰    | ۱۶      | ۵۰   |
| ۲۶ | همایون بهزادی†      | ایران                       | ۱۵   | ۷   | ۴     | ۴    | ۲۳    | ۱۴      | ۴۶٫۷ |
| ۲۷ | ایویکا متکوویچ      | کرواسی                      | ۱۳   | ۷   | ۲     | ۴    | ۲۱    | ۱۶      | ۵۳٫۸ |
| ۲۸ | محمد پنجعلی         | ایران                       | ۱۳   | ۵   | ۶     | ۲    | ۱۸    | ۱۱      | ۳۸٫۵ |
| ۲۹ | رجبعلی فرامرزی†     | ایران                       | ۱۳   | ۴   | ۱     | ۸    | ۱۶    | ۲۰      | ۳۰٫۸ |
| ۳۰ | افشین پیروانی       | ایران                       | ۱۲   | ۷   | ۳     | ۲    | ۲۰    | ۱۴      | ۵۸٫۳ |
| ۳۱ | آری هان             | هلند                        | ۱۲   | ۴   | ۵     | ۳    | ۱۹    | ۱۷      | ۳۳٫۳ |
| ۳۲ | منصور امیرآصفی†     | ایران                       | ۹    | ۳   | ۲     | ۴    | ۹     | ۱۰      | ۳۳٫۳ |
| ۳۳ | محمود خوردبین       | ایران                       | ۷    | ۴   | ۱     | ۲    | ۱۱    | ۴       | ۵۷٫۱ |
| ۳۴ | کریم باقری          | ایران                       | ۵    | ۳   | ۱     | ۱    | ۹     | ۲       | ۶۰   |
| ۳۵ | ولادیسلاو برایوویچ† | کرواسی                      | ۵    | ۳   | ۱     | ۱    | ۸     | ۳       | ۶۰   |
| ۳۶ | محمد مایلی‌کهن       | ایران                       | ۵    | ۱   | ۲     | ۲    | ۷     | ۶       | ۲۰   |
| ۳۷ | ناصر محمدخانی       | ایران                       | ۴    | ۱   | ۲     | ۱    | ۳     | ۳       | ۲۵   |
| ۳۸ | محسن عاشوری         | ایران                       | ۳    | ۱   | ۲     | ۰    | ۵     | ۴       | ۳۳٫۳ |
| ۳۹ | پرویز قلیچ‌خانی      | ایران                       | ۳    | ۱   | ۱     | ۱    | ۲     | ۱       | ۳۳٫۳ |
| ۴۰ | مسعود معینی         | ایران                       | ۲    | ۱   | ۱     | ۰    | ۶     | ۲       | ۵۰   |
| ۴۱ | رضا وطنخواه         | ایران                       | ۱    | ۱   | ۰     | ۰    | ۶     | ۳       | ۱۰۰  |
| ۴۲ | ولی‌الله صالح‌نیا     | ایران                       | ۱    | ۱   | ۰     | ۰    | ۱     | ۰       | ۱۰۰  |
| ۴۳ | غلامرضا فتح‌آبادی    | ایران                       | ۱    | ۱   | ۰     | ۰    | ۱     | ۰       | ۱۰۰  |
| ۴۴ | حسین عبدی           | ایران                       | ۱    | ۱   | ۰     | ۰    | ۱     | ۰       | ۱۰۰  |
| ۴۵ | وحید هاشمیان        | ایران                       | ۱    | ۰   | ۱     | ۰    | ۱     | ۱       | ۰    |
| ۴۶ | آندری پانادیچ       | کرواسی                      | ۱    | ۰   | ۱     | ۰    | ۱     | ۱       | ۰    |
| ۴۷ | ناصر ابراهیمی       | ایران                       | ۱    | ۰   | ۰     | ۱    | ۰     | ۳       | ۰    |

### آمار مربیان در لیگ برتر
- به روز رسانی: ۲۵ اردیبهشت ۱۴۰۴

پایان لیگ برتر خلیج فارس؛ فصل ۰۴–۱۴۰۳
در این جدول تنها بازی‌های لیگ برتر به حساب آمده است.
| نام               | آمار | آمار | آمار  | آمار | آمار | آمار |
| نام               | بازی | برد  | مساوی | باخت | ٪برد | رتبه پایان فصل |
| ----------------- | ---- | ---- | ----- | ---- | ---- | --- |
| یحیی گل‌محمدی      | ۱۳۶  | ۸۱   | ۴۳    | ۱۲   | ۶۰٪  | ۷ام(از هفته۱۸) (۹۲–۱۳۹۱) ۱ام(از هفته۱۷) (۹۹–۱۳۹۸) ۱ام (۱۴۰۰–۱۳۹۹) ۲ام (۰۱–۱۴۰۰) ۱ام (۰۲–۱۴۰۱) ۳ام(تا هفته۱۵) (۰۳–۱۴۰۲) |
| برانکو ایوانکوویچ | ۱۲۶  | ۷۳   | ۳۷    | ۱۶   | ۵۸٪  | ۸ام(از هفته۲۵) (۹۴–۱۳۹۳) ۲ام (۹۵–۱۳۹۴) ۱ام (۹۶–۱۳۹۵) ۱ام (۹۷–۱۳۹۶) ۱ام (۹۸–۱۳۹۷)                                       |
| علی دایی          | ۸۴   | ۴۰   | ۲۲    | ۲۲   | ۴۸٪  | ۴ام(از هفته۲۲) (۸۹–۱۳۸۸) ۴ام (۹۰–۱۳۸۹) ۲ام (۹۳–۱۳۹۲) ۹ام(تا هفته۷) (۹۴–۱۳۹۳)                                           |
| علی پروین         | ۷۳   | ۳۱   | ۲۸    | ۱۴   | ۴۲٪  | ۱ام (۸۱–۱۳۸۰) ۳ام (۸۲–۱۳۸۱) ۹ام(تا هفته۲۱) (۸۵–۱۳۸۴)                                                                   |
| افشین قطبی        | ۴۸   | ۲۴   | ۱۵    | ۹    | ۵۰٪  | ۱ام (۸۷–۱۳۸۶) ۴ام(تا هفته۱۴) (۸۸–۱۳۸۷)                                                                                 |
| مصطفی دنیزلی      | ۴۷   | ۱۹   | ۱۶    | ۱۲   | ۴۰٪  | ۳ام (۸۶–۱۳۸۵) ۱۲ام(از هفته۱۸) (۹۱–۱۳۹۰)                                                                                |
| راینر زوبل        | ۳۰   | ۱۶   | ۷     | ۷    | ۵۳٪  | ۴ام (۸۴–۱۳۸۳) |
| وینگو بگوویچ      | ۲۶   | ۱۰   | ۹     | ۷    | ۳۸٪  | ۵ام (۸۳–۱۳۸۲) |
| زلاتکو کرانچار†   | ۲۱   | ۸    | ۹     | ۴    | ۳۸٪  | ۳ام(تا هفته۲۱) (۸۹–۱۳۸۸)                                                                                               |
| حمید استیلی       | ۱۷   | ۵    | ۷     | ۵    | ۲۹٪  | ۹ام(تا هفته۱۷) (۹۱–۱۳۹۰)                                                                                               |
| مانوئل ژوزه       | ۱۷   | ۵    | ۶     | ۶    | ۲۹٪  | ۱۲ام(تا هفته۱۷) (۹۲–۱۳۹۱)                                                                                              |
| حمید درخشان       | ۱۷   | ۵    | ۵     | ۷    | ۲۹٪  | ۹ام(از هفته۸ تا هفته۲۴) (۹۴–۱۳۹۳)                                                                                      |
| گابریل کالدرون    | ۱۶   | ۱۱   | ۱     | ۴    | ۶۹٪  | ۱ام(تا هفته۱۶) (۹۹–۱۳۹۸)                                                                                               |
| اوسمار ویرا       | ۱۵   | ۱۲   | ۲     | ۱    | ۸۰٪  | ۱ام(از هفته۱۶) (۰۳–۱۴۰۲)                                                                                               |
| اسماعیل کارتال    | ۱۳   | ۸    | ۳     | ۲    | ۶۲٪  | ۳ام(از هفته۱۸) (۰۴–۱۴۰۳)                                                                                               |
| کارلوس گاریدو     | ۱۳   | ۷    | ۲     | ۴    | ۵۴٪  | ۴ام(تا هفته ۱۳) (۰۴–۱۴۰۳)                                                                                              |
| افشین پیروانی     | ۱۱   | ۶    | ۳     | ۲    | ۵۵٪  | ۳ام(از هفته۱۵ تا هفته۲۵) (۸۸–۱۳۸۷)                                                                                     |
| نلو وینگادا       | ۹    | ۳    | ۳     | ۳    | ۳۳٪  | ۵ام(از هفته۲۶) (۸۸–۱۳۸۷)                                                                                               |
| آری هان           | ۹    | ۲    | ۴     | ۳    | ۲۲٪  | ۱۳ام(از هفته۲۲) (۸۵–۱۳۸۴)                                                                                              |
| کریم باقری        | ۴    | ۳    | ۱     | ۰    | ۷۵٪  | ۳ام(از هفته۱۴ تا هفته۱۷) (۰۴–۱۴۰۳)                                                                                     |

### مربیان قهرمان
این جدول دربردارندهٔ مربیانی است که با پرسپولیس به قهرمانی دست یافته‌اند. در این جدول تنها جام‌های رسمی به حساب آمده است.
| نام                | کشور                        | جام‌ها |
| ------------------ | --------------------------- | --- |
| پرویز دهداری       | ایران                       | مسابقات انتخابی آسیا: ۱۳۴۷ |
| آلن راجرز          | انگلستان                    | جام منطقه‌ای ایران: ۱۳۵۰ جام تخت جمشید: ۱۳۵۲ |
| بیوک وطنخواه       | ایران                       | جام تخت جمشید: ۱۳۵۴ |
| محراب شاهرخی       | ایران                       | جام شهید اسپندی: ۱۳۵۸ |
| علی پروین          | ایران                       | لیگ برتر: ۸۲–۱۳۸۱ لیگ آزادگان: ۷۹–۱۳۷۸، ۷۸–۱۳۷۷ جام حذفی: ۷۸–۱۳۷۷، ۷۱–۱۳۷۰، ۱۳۶۶ جام برندگان جام آسیا: ۹۱–۱۹۹۰ لیگ فوتبال استان تهران: ۱۳۶۹، ۱۳۶۸، ۱۳۶۷، ۱۳۶۶، ۱۳۶۵، ۱۳۶۱ جام حذفی تهران: ۱۳۶۶، ۱۳۶۱ |
| استانکو پوکله‌پوویچ | کرواسی                      | لیگ آزادگان: ۱۳۷۴، ۷۶–۱۳۷۵ |
| افشین قطبی         | ایران · ایالات متحده آمریکا | لیگ برتر: ۸۷–۱۳۸۶ |
| علی دایی           | ایران                       | جام حذفی: ۸۹–۱۳۸۸، ۹۰–۱۳۸۹ |
| برانکو ایوانکوویچ  | کرواسی                      | لیگ برتر: ۹۶–۱۳۹۵، ۹۷–۱۳۹۶، ۹۸–۱۳۹۷ جام حذفی: ۹۸–۱۳۹۷ سوپر جام: ۱۳۹۶، ۱۳۹۷، ۱۳۹۸ |
| یحیی گل‌محمدی       | ایران                       | لیگ برتر: ۹۹–۱۳۹۸، ۱۴۰۰–۱۳۹۹، ۰۲–۱۴۰۱ جام حذفی: ۰۲–۱۴۰۱ سوپر جام: ۱۳۹۹، ۱۴۰۲ |
| اوسمار ویرا        | برزیل                       | لیگ برتر: ۰۳–۱۴۰۲ |

### کادر فنی
| کادر فنی باشگاه پرسپولیس | کادر فنی باشگاه پرسپولیس |
| سمت                      | نام                      |
| ------------------------ | ------------------------ |
| سرمربی                   | وحید هاشمیان             |
| دستیار اول               |                          |
| دستیار دوم               | کریم باقری               |
| مربی دروازه‌بان‌ها         |                          |
| مربی بدنساز              |                          |
| دستیار بدنساز            | حسن تشکری‌نیا             |
| آنالیزور                 |                          |
| آنالیزور                 | مهرداد خانبان            |
| پزشک                     | فرید زرینه               |
| سرپرست تیم               | افشین پیروانی            |

## یادکرد منابع
1. ↑  «آمار و رکوردهای جنجالی برانکو - پارس فوتبال | خبرگزاری فوتبال ایران | ParsFootball». پارس فوتبال | خبرگزاری فوتبال ایران | ParsFootball. ۱۴ مارس ۲۰۱۶. بایگانی‌شده از اصلی در ۳ مه ۲۰۱۹. دریافت‌شده در ۲۷ فوریه ۲۰۱۸.
2. ↑  سالنامه ۱۳۸۶ پرسپولیس، ص ۱ مهر
3. ↑  ۳۴ سال با پرسپولیس، ص۱۰
4. ↑  ۳۴ سال با پرسپولیس، ص۱۷
5. ↑  سالنامه ۱۳۸۶ پرسپولیس، ص ۱۲ بهمن
6. ↑  ۳۴ سال با پرسپولیس، ص۳۷
7. ↑  ۳۴ سال با پرسپولیس، ص۳۸
8. 1 2  ۳۴ سال با پرسپولیس، ص۵۱
9. ↑  تعداد دفعات مربیگری خوردبین در مقاله «سرمربیان پرسپولیس از ۴۸ تا ۸۷» چاپ روزنامه ورزشی گل ۴ بار ذکر شده، اما فرهاد صداقت در ص۷۴ کتاب خود نام او را در ۷ بازی ذکر کرده است.
10. ↑  ۳۴ سال با پرسپولیس، ص۶۰
11. ↑  «تمرین پرسپولیس با حضور وینگادا برگزار شد». وبگاه رسمی باشگاه پرسپولیس. ۲۱ بهمن ۱۳۸۷. بایگانی‌شده از اصلی در ۲۸ اکتبر ۲۰۱۱. دریافت‌شده در ۸ خرداد ۱۳۸۸.
12. ↑  «وینگادا از مربیگری پیروزی کنار رفت». واحد مرکزی خبر. ۶ خرداد ۱۳۸۸. دریافت‌شده در ۸ خرداد ۱۳۸۸.[پیوند مرده]
13. ↑  «زلاتکو کرانچار سرمربی تیم فوتبال پرسپولیس شد». وبگاه رسمی باشگاه پرسپولیس. ۳۰ تیر ۱۳۸۸. بایگانی‌شده از اصلی در ۴ فوریه ۲۰۱۲. دریافت‌شده در ۳۰ تیر ۱۳۸۸.
14. ↑  «خداحافظی کرانچار با پرسپولیس/ توافق‌نامه فسخ قرارداد کرانچار امضا شد». وبگاه رسمی باشگاه پرسپولیس. ۹ دی ۱۳۸۸. دریافت‌شده در ۹ دی ۱۳۸۸.[پیوند مرده]
15. ↑  «دایی سرمربی پرسپولیس شد». خبرگزاری فارس. ۹ دی ۱۳۸۸. دریافت‌شده در ۹ دی ۱۳۸۸.
16. ↑  «دایی- کاشانی/ پرونده‌ای برای سه ماه طوفانی». وبگاه گل. ۲۱ ژوئیه ۲۰۱۱.
17. ↑  «استیلی با قراردادی دو ساله جانشین دایی شد». خبرگزاری مهر. ۳۱ خرداد ۱۳۹۰. بایگانی‌شده از اصلی در ۲۳ ژوئن ۲۰۱۱. دریافت‌شده در ۳۱ خرداد ۱۳۹۰.
18. ↑  «استیلی سرانجام رفت». خبرگزاری تابناک. ۱۸ آذر ۱۳۹۰. دریافت‌شده در ۱۸ آذر ۱۳۹۰.
19. ↑  تاریخ‌های آغاز و پایان مربیگری جز در مواردی که جدا آمده از «سرمربیان پرسپولیس از ۴۸ تا ۸۷»، روزنامه ورزشی گل برگرفته شده است.
20. ↑  ۳۴ سال با پرسپولیس، ص۷۴
21. ↑  "The RSSSF Archive (آرشیو آراس‌اس‌اس‌اف)" (به انگلیسی). بنیاد آماری سند. ورزش. فوتبال.
22. ↑  امار دقیق مربیگری آقا یحیی گل محمدی در سایت رسمی ترانسفرمارکت
23. ↑  سایت باشگاه پرسپولیس. «گل‌محمدی، صدتایی شدن را با پیروزی ثبت کرد».
24. ↑  «سرمربیان پرسپولیس از ۴۸ تا ۸۷» چاپ روزنامه ورزشی گل

## فهرست منابع
- حدادپور، مهدی (۴ آذر ۱۳۸۷)، «سرمربیان پرسپولیس از ۴۸ تا ۸۷، نیمکت‌نشینی پرافتخار سرداران سرخ‌جامه»، روزنامه ورزشی گل، ج. سال سوم ش. شماره ۸۱۸، ص. صفحه ۱۰
- صداقت، فرهاد (شهریور ۱۳۸۱)، ۳۴ سال با پرسپولیس (از سال ۴۷ تا سال ۸۱)، تبریز، شابک ۹۶۴-۰۶-۱۶۹۳-۱
- انتشارات کیهان پارامتر |عنوان= یا |title= ناموجود یا خالی (کمک); از |مقاله= صرف‌نظر شد (کمک)
- حدادپور، مهدی - زارعی، اصغر (۱۳۸۶)، سالنامه رسمی و فرهنگ مصور باشگاه فرهنگی ورزشی پرسپولیس ۱۳۸۶، به کوشش مجری طرح: محمدرضا خجسته.، هنرکده خجسته
- حدادپور، مهدی (۱۳۸۱)، سالنامه پرسپولیس ۱۳۸۱، به کوشش مدیر اجرایی: عزت‌بخش، احمد.، آتلیه گرافیک هنرپرداز - روزنامه پیروزی
- ناصری، امیرحسین (۳ تیر ۱۳۸۶)، «مربیان ایرانی پرسپولیس که غیر پرسپولیسی بودند»، روزنامه ایران ورزشی، ش. شماره ۲۸۷۴
- زارعی، اصغر (۱۴ تیر ۱۳۸۶)، «مروری بر حضور مربیان روس در فوتبال ایران، نسل متوسط‌ها»، روزنامه ایران ورزشی، ش. شماره ۲۸۸۴